# سانتو آمارو، سائوتومه و پرنسیپ

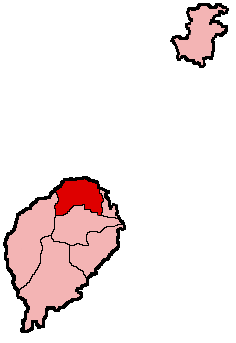
نمایی از موقعیت سائوتومه و پرنسیپ در نقشه - ۲۰۰۵

سانتو آمارو، سائوتومه و پرنسیپ (انگلیسی: Santo Amaro, São Tomé and Príncipe) دومین شهر بزرگ سائوتومه و پرنسیپ با جمعیتی بالغ بر ۸٬۲۳۹ نفر که در ناحیه لوباتا واقع شده است